# Бахадыр, Юнус
Юнус Бахадыр (нидерл. и тур. Yunus Bahadır; род. 7 августа 2002, Льеж, Валлония или Бельгия) — бельгийский и турецкий футболист, защитник клуба «Истанбулспор».

## Клубная карьера
Бахадыр — воспитанник клубов «Стандард», «Генк» и «Шарлеруа». В 2021 году игрок подписал контракт с дублёрами нидерландского ПСВ. 10 сентября в матче против дублёров амстердамского «Аякса» он дебютировал в Эрстедивизи. В 2022 году Бахадыр перешёл в «Аланьяспор», подписав контракт на 3 года. 31 октября 2023 года в поединке Кубка Турции против «Беледие Кютахюспора» Юнус дебютировал за основной состав. 6 ноября в матче против «Кайсериспора» он дебютировал в турецкой Суперлиге.

## Карьера в сборной
В 2019 году в составе юношеской сборной Бельгии Бахадыр принял участие в юношеском чемпионате Европы в Ирландии. На турнире он сыграл в матчах против команд Ирландии и Чехии.